# Radovljica
Radovljica (eslovè: Občina Radovljica) és una municipalitat de l'Alta Carniola regió del nord d'Eslovènia. El centre administratiu de la municipalitat és la ciutat de Radovljica. La municipalitat té uns divuit-mil habitants i una àrea de 118 km². Es troba al sud de la serra Karawanks on conflueixen el Sava Dolinka i el Sava Bohinjka, ambdós afluents del riu Sava.
Radovljica és la ciutat natal d'Anton Tomaž Linhart.